# Dolní Zálezly (železniční zastávka)
Dolní Zálezly jsou železniční zastávka (někdejší železniční stanice) ve stejnojmenné obci v okrese Ústí nad Labem. Leží v km 507,455 dvojkolejné elektrizované trati Praha–Děčín mezi stanicemi Prackovice nad Labem a Ústí nad Labem hlavní nádraží. Výpravní budova je kulturní památkou vedenou pod rejstříkovým číslem ÚSKP 43444/5-163.

## Historie
Původní stanice v Dolních Zálezlech byla uvedena do provozu společně s úsekem jednokolejné tratí z Lovosic do Ústí nad Labem společnosti Severní státní dráhy 1. října 1850. Výstavbou trati byl pověřen Alois Negrelli a stavěly ji firmy bratří Kleinů a Vojtěcha Lanny. Stavbu řídili vrchní inženýři Kajetán Köb a Johann Werner. Rakouská společnost státní dráhy (StEG) uvedla druhou kolej v úseku Dolní Zálezly – Ústí nad Labem do provozu v roce 1872 a v úseku Lovosice – Dolní Zálezly v roce 1873. Původní název stanice Zalesl bylo změněno v roce 1890 na Salesel a v roce 1918 na Zálezly. Název Dolní Zálezly se používá od roku 1949.

## Popis
V zastávce Dolní Zálezly je ostrovní nástupiště 140 m dlouhé. Přístup zabezpečuje lávka z horní části obce a přístupová cesta spojená s podchodem z dolní části obce. Lávka byla opravena v roce 2019.

### Výpravní budova
Ve stanici V. třídy byla v roce 1850 postavena empírová výpravní budova podle typizovaného plánu společnosti StEG. Autorem plánů byl Anton Jüngling. V případě výpravní budovy v Dolních Zálezlech charakteristické znaky (sedlové střechy a segmentově ukončená okna) ukazují spíše na jeho asistenta Antonína Brandnera. V literatuře a dalších zdrojích je mylně uváděn Alois Negrelli, který byl pověřen výstavbou trati nebo Josef Schnirch, jehož podpis je na protokolu k zajištění materiálu ke stavbě z března 1850. Také údajně podepsal nenalezený plán výpravní budovy; zde by šlo pravděpodobně o signování převzetí plánů jako stavbyvedoucího c. k. stavební správy.
Výpravní budova je zděná třítraktová budova postavena na půdorysu obdélníku krytá přesahujícími sedlovými střechami. V koruně zdiva středního rizalitu z pod sedlové střechy vyčnívají vyřezávaná zhlaví vazných trámů. Ke střednímu dvoupodlažnímu rizalitu členěným dvěma nad sebou lizénovými rámy jsou přistavěna dvě přízemní křídla orientovaná okapovou stranou ke kolejím. Průčelí středního rizalitu orientované ke kolejišti je členěné třemi okenními osami a ukončené trojúhelníkovým štítem s jedním malým obdélným oknem. Krajní okna v přízemí jsou trojkřídlá tvarovaná do T. Prostřední je trojdílné, pětikřídlé (nad třemi křídly jsou dvě křídla). V patře jsou trojkřídlá okna se segmentovým zakončením. V jižním průčelí jsou v přízemí čtyři okenní osy a v patře tři okenní osy a ve štítu jedno kulaté okno. Okna jsou rámována profilovanou šambránou. Pozemek výpravní budovy je oddělen od hlavní silnice I/30 ohradní zdí. 